# Пютюрге
Пютюрге (тур. Pütürge) — город и район в провинции Малатья (Турция).